# ボルボ・コンセプト・エステート
ボルボ・コンセプト・エステート

は、2014年3月にジュネーブモーターショーで公開されたコンセプトカー。

## 概要
ボルボ・コンセプト・エステートは、ボルボの設計責任者トーマス・インゲンラートが設計した3番目の3ドアコンセプトカーである。2013年9月、フランクフルトモーターショーに公開されたボルボ・コンセプト・クーペ、2014年1月、北米国際オートショーに公開されたボルボ・コンセプト・XCクーペの兄弟モデルである。
新世代プラットフォーム「スケーラブルプロダクトアーキテクチャー（英語: Scalable Product Architecture）(SPA)」をベースにしている。
次世代ボルボの方向性を表現する新型XC90（2代目）にも引き継がれている。

## ギャラリー

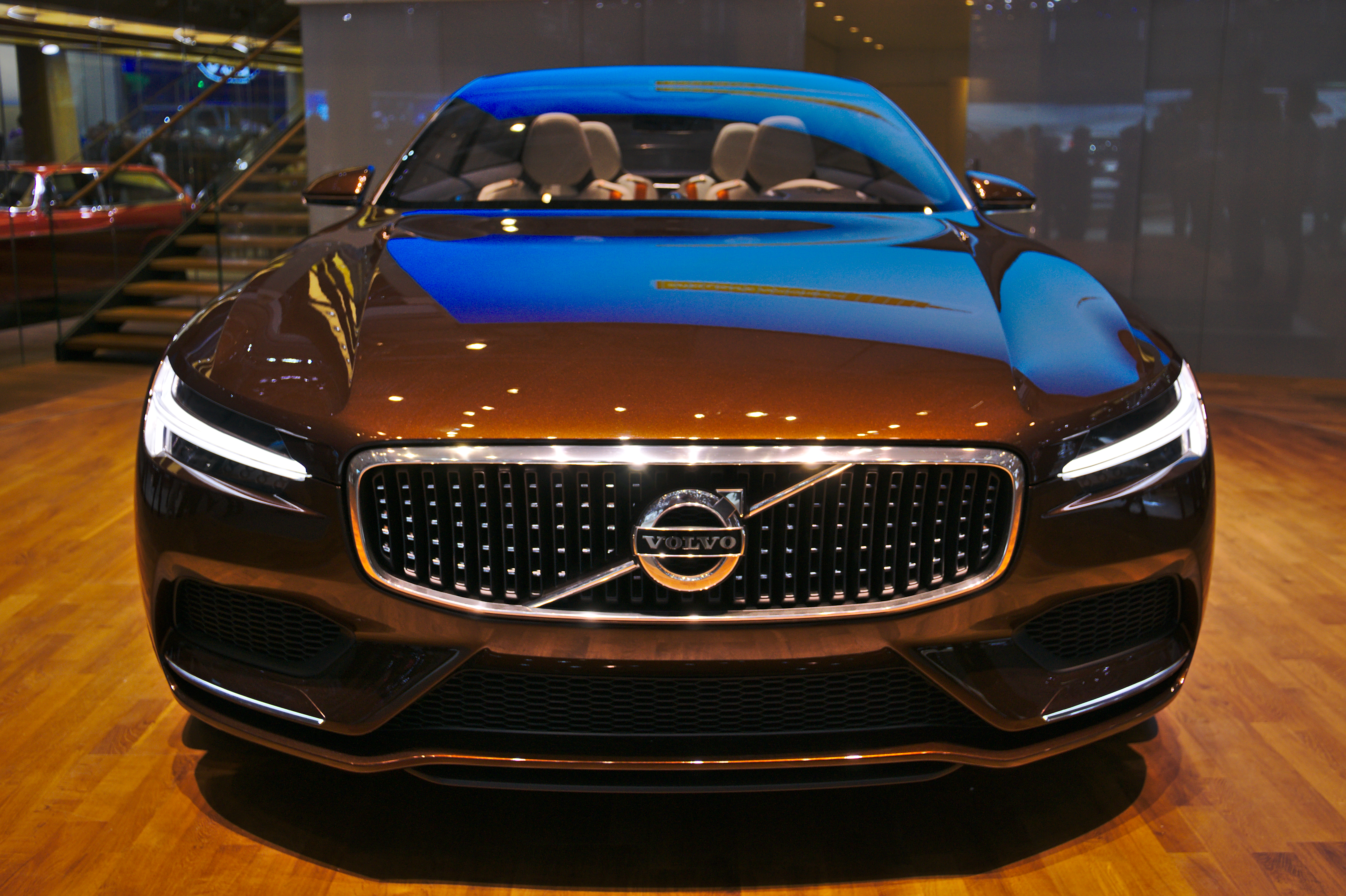
Concept Estate Front
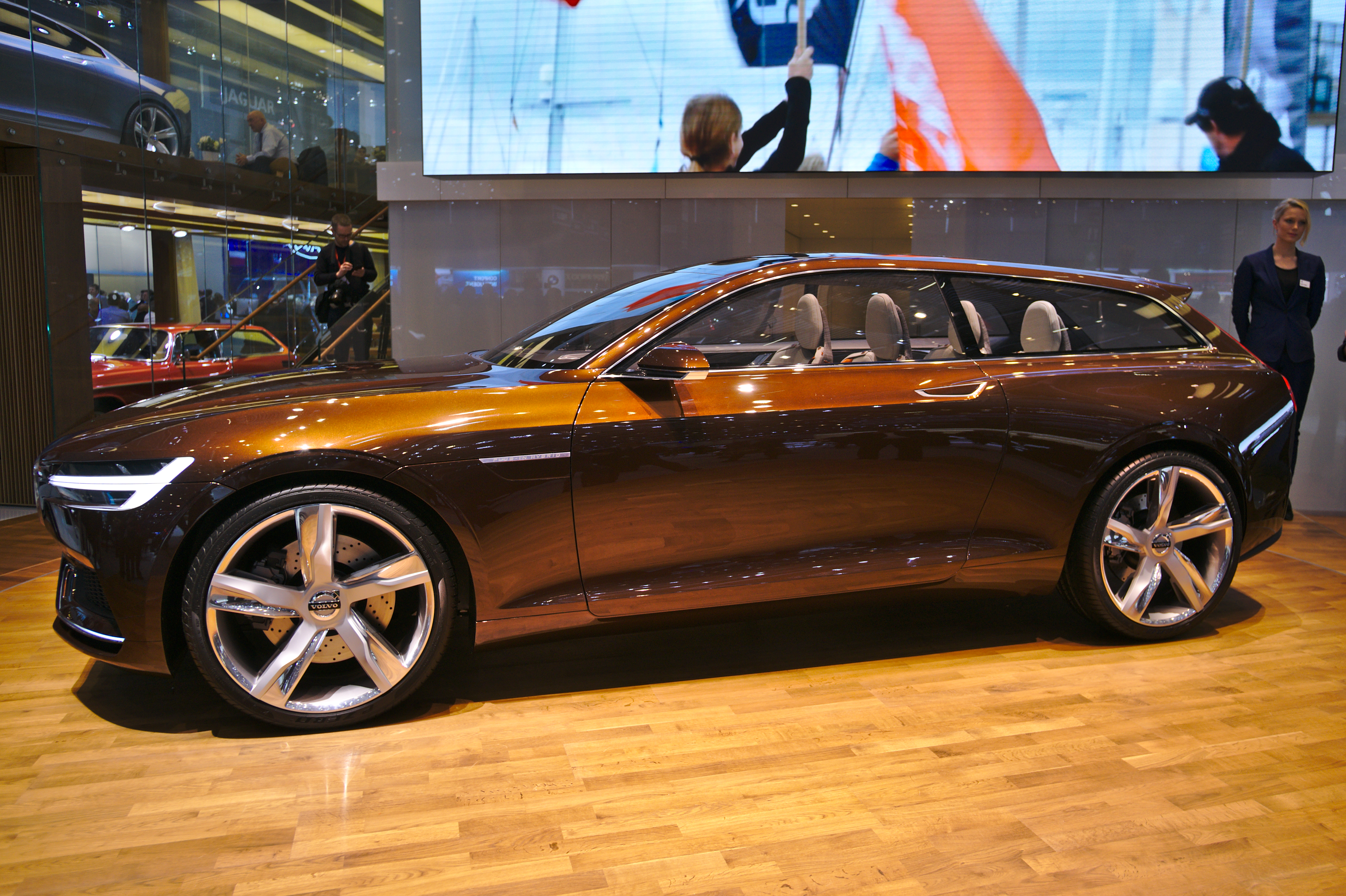
Concept Estate Side
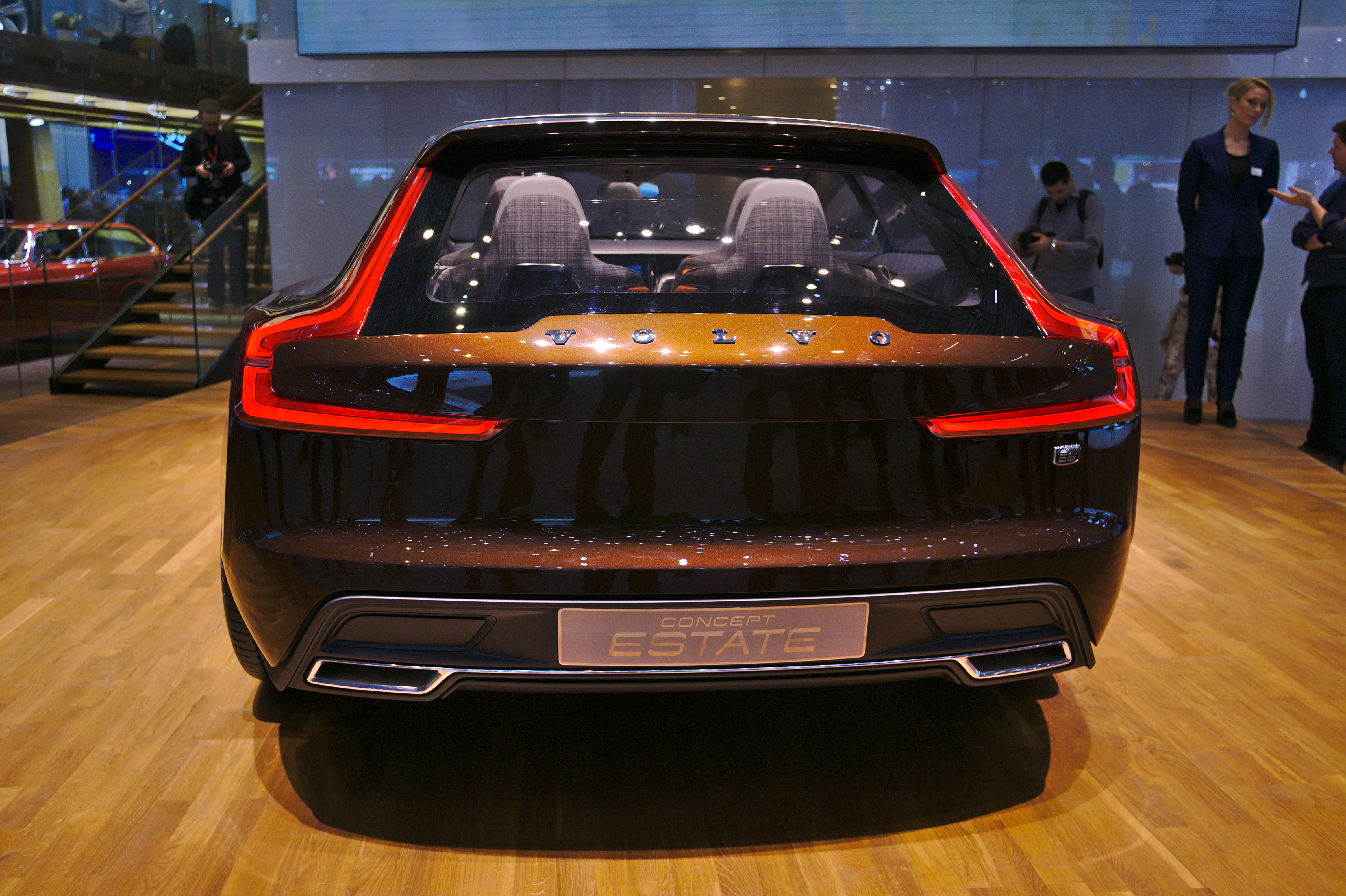
Concept Estate Intella